# Reprezentacja Serbii w hokeju na lodzie mężczyzn
Reprezentacja Serbii w hokeju na lodzie mężczyzn — kadra Serbii w hokeju na lodzie mężczyzn.

## Historia
Od 1939 roku jest członkiem IIHF.